# Kościół św. Michała Archanioła w Chwałkowie Kościelnym
Kościół św. Michała Archanioła w Chwałkowie Kościelnym – katolicki kościół parafialny zlokalizowany we wsi Chwałkowo Kościelne, w powiecie śremskim.

## Historia i architektura
Świątynia została wzniesiona w 1819, a wieżę dobudowano w 1904. Neogotyckie prezbiterium i zakrystię dodano w 1891. Na wyposażeniu wnętrza znajdują się dwa płaskorzeźbione fragmenty późnogotyckiego ołtarza datowanego około 1500 (m.in. Pokłon Trzech Króli). Cenna jest też barokowa chrzcielnica z około połowy XVIII wieku z rzeźbą Chrystusa umieszczoną na pokrywie.
Przy kościele stoi pomnik Jana Pawła II.